# Партийная жизнь
«Парти́йная жизнь» — советский политический журнал, печатный орган ЦК КПСС.

## История
Решение о выпуске издания было принято на VIII съезде РКП(б) в 1919 году. Периодичность издания в первые годы не была строго регулярной. В 1924 журнал стал еженедельным, с 1928 ежедекадным. № 1—20 (1920) выходили как приложение к газете «Правда». С 1919 по 1926 год журнал печатался под названием «Известия ЦК РКП(б)», с 1926 года — «Известия ЦК ВКП(б)», с 1929 года — «Партийное строительство», с 1946 года — «Партийная жизнь». С апреля 1948 по апрель 1954 года журнал не выходил. 
Одной из основных задач журнала было разъяснение решений ЦК и мобилизация актива коммунистов на практическое претворение их в жизнь.
На страницах издания публиковались официальные материалы ЦК по вопросам партийного руководства. Журнал занимался теоретической разработкой вопросов партийного строительства, освещал деятельность низовых звеньев партии и её руководящих органов, пропагандировал передовые методы партийной работы, помещал материалы по обмену опытом деятельности партийных организаций.
В 1960—1980-х годах «Партийная жизнь» активно пропагандировала политику КПСС и Советского государства, освещала актуальные вопросы партийного строительства, развития внутрипартийной демократии, укрепления дисциплины в партии, научного подхода в работе партийных организаций.
Журнал отражал борьбу КПСС и других коммунистических и левых партий за укрепление мировой социалистической системы, единство международного коммунистического и рабочего движения.
В «Партийной жизни» публиковались консультации для партийных активистов и всех коммунистов; помещались библиографические указатели новых книг по общественно-политической тематике, рецензии на наиболее важные из них.
В авторский актив входили партийные работники и учёные.
В 1946 году тираж журнала достиг 150 тысяч экземпляров, в 1975 году — превысил 1 млн экземпляров.
В 1991 году учрежден как независимый общественно-политический журнал. 

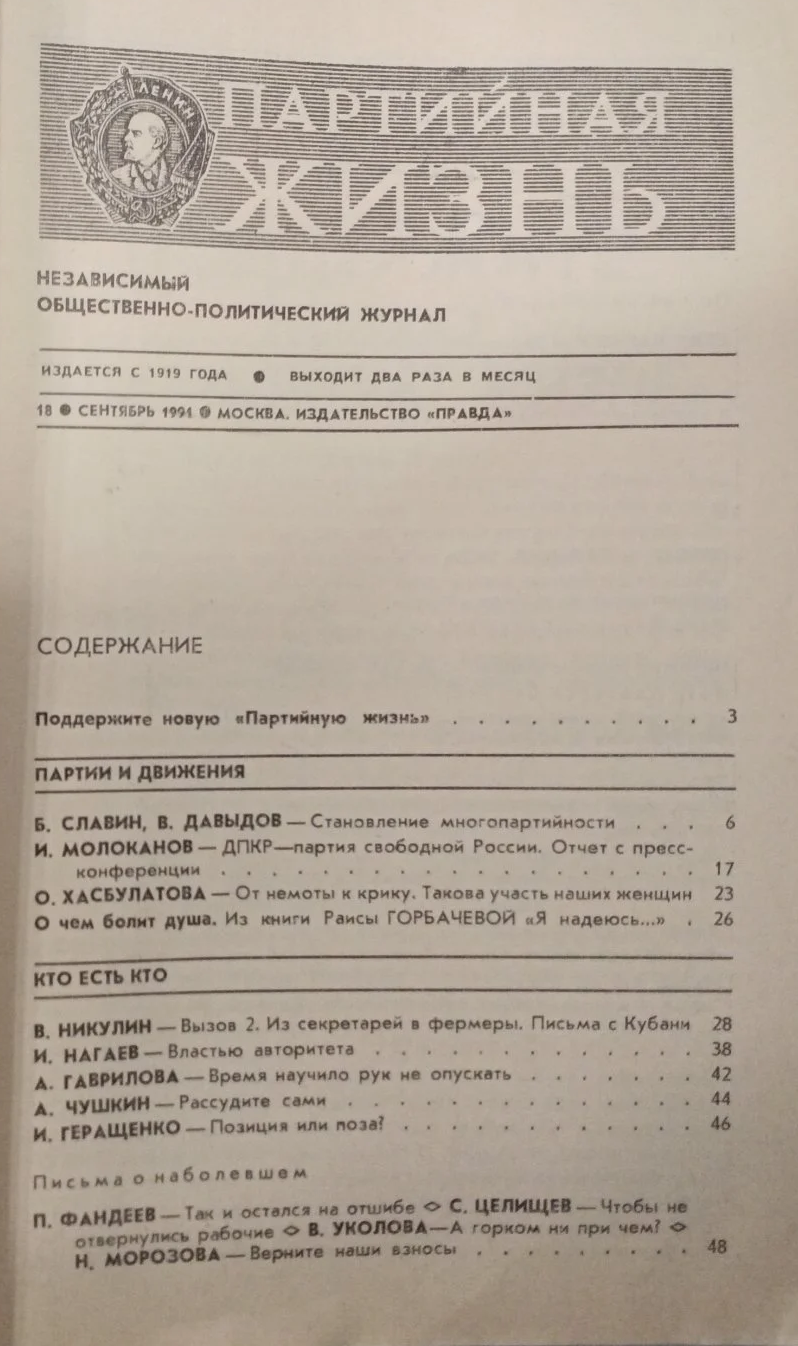
№18 Сентябрь 1991

### Главные редакторы
- Н. И. Ежов (1935—1936)[1]
- Н. Н. Шаталин (1947—1950)
- акад. П. Н. Федосеев (1954—1955)
- С. М. Абалин (1955—1956)
- Я. В. Сторожев (1956—1961)
- д.и.н. Е. И. Бугаёв (1961—1964)
- П. А. Сатюков (1964—1966, и. о.)
- М. И. Халдеев (1966—1990)
- Н. С. Игрунов (1990—1991)